# Top Line
Top Line è un film del 1988 diretto da Nello Rossati. 
È un B-movie italiano che prende a piene mani tematiche provenienti da film di spionaggio, fantascienza e (all'inizio del film) blando erotismo sullo stile della serie Emanuelle nera.

## Trama
Ted Angelo è uno scrittore semialcolizzato mandato in Sud America per realizzare una serie di libri sui popoli precolombiani da un editore newyorkese. A causa del suo scarso rendimento viene licenziato (la sua datrice di lavoro è l'ex-moglie), ma proprio quando sta per decidere se tornare in Italia (suo paese natale) o rimanere in Colombia, incappa in alcuni antichi reperti, provenienti da una nave dei conquistadores. Tra i reperti vi è il prezioso diario di un navigatore, che il fidanzato della cameriera dell'albergo in cui alloggiava (si rivelerà essere un trafficante di marijuana che si finge pescatore) cerca di vendergli. Subito inizia una scia di morti e violenza che sembra colpire chi è a conoscenza dell'esistenza dei reperti, avvenimenti che portano Ted a decide di cercare la nave. Arrivato in una grotta scopre che la nave si era incagliata secoli prima contro un UFO.
Cercando di trasformare questo ritrovamento nello scoop della sua vita, grazie anche all'aiuto di una ricercatrice, avverte un suo amico, chiedendogli di mandagli degli uomini per effettuare un documentario sul luogo in cui si trova l'UFO, ma questi si rivelano in realtà degli agenti segreti della CIA che cercheranno di incastralo. Dopo aver rischiato la vita accettando un passaggio da una coppia di contadini locali che guida un camion completamente ubriaca (che uccideranno fortunosamente in un incidente uno degli uomini che dava la caccia a Ted), il giornalista deciderà di affidare l'informazione al KGB, per scoprire subito dopo che anche gli agenti di questo sono già implicati nel caso. Presto si ritroverà a dover affrontare anche un killer cyborg, mandato ad ucciderlo che verrà distrutto da un toro per pura fortuna di Ted e della sua compagna.
Alla fine scoprirà che gli alieni sono sulla terra da tempo ed hanno preso il controllo dei principali poteri politici ed economici (la stessa ex moglie si rivelerà un'aliena), e non hanno intenzione di permettegli di avvertire il resto dell'umanità della cosa. I due riescono ad uccidere l'aliena e fuggono continuando la loro vita in una comunità indigena nell'attesa che l'umanità scopra la verità e Ted potrà finalmente pubblicare liberamente il libro che ha scritto narrante la sua avventura.

## Produzione
Il film è stato prodotto da Dania Film, Filmes International, National Cinematografica e Reteitalia e girato principalmente a Cartagena, in Colombia.

## Distribuzione
È stato distribuito nel mondo anglosassone con il titolo di Alien Terminator.